# Чехіркін Олександр Костянтинович
Олександр Костянтинович Чехіркін (рос. Александр Константинович Чехиркин; нар. 13 березня 1986, Константиновськ, Константиновський район, Ростовська область, РРФСР, СРСР) — російський борець греко-римського стилю, чемпіон світу, чемпіон Європи, срібний призер Кубку світу. Заслужений майстер спорту з греко-римської боротьби.

## Життєпис
Боротьбою почав займатися з 1999 року.
Тренери: Сергій Алубаєв, Роман Болтунов. Виступає за «Динамо» (Ростов-на-Дону).
Чемпіон Росії (2009 — до 74 кг; 2017 — до 75 кг). Срібний (2005 — до 60 кг; 2006 — до 66 кг; 2013 — до 74 кг; 2015 — до 75 кг) і бронзовий (2010, 2011 — до 74 кг; 2016 — до 75 кг) призер чемпіонатів Росії.
У збірній команді Росії з 2011 рік.
На чемпіонаті світу 2017 року здобув срібну нагороду, однак аналізи, взяті відразу після змагань виявили в його організмі заборонену речовину (допінг), через що його результат на цьому турнірі був анульований, а самого російського спортсмена було дискваліфіковано терміном на 4 місяці з 29 вересня 2017 року по 28 січня 2018 року.

## Спортивні результати на міжнародних змаганнях

### Виступи на Олімпіадах
| Змагання                    | Збірна                     | Вагова категорія                 | Місце |
| --------------------------- | -------------------------- | -------------------------------- | ----- |
| Літні Олімпійські ігри 2020 | Олімпійський комітет Росії | греко-римська боротьба, до 77 кг | 7     |

### Виступи на Чемпіонатах світу
| Змагання                        | Збірна | Вагова категорія                 | Місце                  |
| ------------------------------- | ------ | -------------------------------- | ---------------------- |
| Чемпіонат світу з боротьби 2017 | Росія  | греко-римська боротьба, до 75 кг | Срібло дискваліфікація |
| Чемпіонат світу з боротьби 2018 | Росія  | греко-римська боротьба, до 77 кг | Золото                 |

### Виступи на Чемпіонатах Європи
| Змагання                         | Збірна | Вагова категорія                 | Місце  |
| -------------------------------- | ------ | -------------------------------- | ------ |
| Чемпіонат Європи з боротьби 2014 | Росія  | греко-римська боротьба, до 75 кг | Золото |

### Виступи на Європейських іграх
| Змагання              | Збірна | Вагова категорія                 | Місце  |
| --------------------- | ------ | -------------------------------- | ------ |
| Європейські ігри 2019 | Росія  | греко-римська боротьба, до 77 кг | Золото |

### Виступи на Кубках світу
| Змагання                    | Збірна | Вагова категорія                 | Місце  |
| --------------------------- | ------ | -------------------------------- | ------ |
| Кубок світу з боротьби 2013 | Росія  | греко-римська боротьба, до 74 кг | 7      |
| Кубок світу з боротьби 2015 | Росія  | греко-римська боротьба, до 75 кг | Срібло |

### Виступи на інших змаганнях
| Змагання                                                       | Збірна | Вагова категорія                 | Місце  |
| -------------------------------------------------------------- | ------ | -------------------------------- | ------ |
| Турнір Івана Піддубного 2010                                   | Росія  | греко-римська боротьба, до 74 кг | 5      |
| Турнір Івана Піддубного 2011                                   | Росія  | греко-римська боротьба, до 74 кг | 5      |
| Гран-прі Іспанії з боротьби 2011                               | Росія  | греко-римська боротьба, до 74 кг | Золото |
| Вогні Москви 2011                                              | Росія  | греко-римська боротьба, до 74 кг | Золото |
| Тестовий турнір FILA 2011                                      | Росія  | греко-римська боротьба, до 74 кг | Золото |
| Кубок Азовмаша 2012                                            | Росія  | греко-римська боротьба, до 74 кг | Срібло |
| Вогні Москви 2012                                              | Росія  | греко-римська боротьба, до 74 кг | Золото |
| Кубок Президента Казахстану з боротьби 2012                    | Росія  | греко-римська боротьба, до 74 кг | 17     |
| Турнір Івана Піддубного 2013                                   | Росія  | греко-римська боротьба, до 74 кг | Срібло |
| Кубок Владислава Пітласинські 2013                             | Росія  | греко-римська боротьба, до 74 кг | Золото |
| Всесвітні ігри бойових мистецтв 2013                           | Росія  | греко-римська боротьба, до 74 кг | Золото |
| Вогні Москви 2013                                              | Росія  | греко-римська боротьба, до 74 кг | Бронза |
| Меморіал Олега Караваєва 2013                                  | Росія  | греко-римська боротьба, до 74 кг | Золото |
| Турнір Івана Піддубного 2014                                   | Росія  | греко-римська боротьба, до 75 кг | Золото |
| Кубок Владислава Пітласинські 2015                             | Росія  | греко-римська боротьба, до 75 кг | Бронза |
| Кубок Алроси 2015                                              | Росія  | греко-римська боротьба, до 75 кг | Золото |
| Меморіал Олега Караваєва 2015                                  | Росія  | греко-римська боротьба, до 75 кг | Золото |
| Турнір Івана Піддубного 2016                                   | Росія  | греко-римська боротьба, до 75 кг | 7      |
| Чемпіонат Росії з греко-римської боротьби 2016                 | Росія  | греко-римська боротьба, до 75 кг | Бронза |
| Турнір Івана Піддубного 2017                                   | Росія  | греко-римська боротьба, до 75 кг | Срібло |
| Чемпіонат Росії з греко-римської боротьби 2017                 | Росія  | греко-римська боротьба, до 75 кг | Золото |
| Кубок Владислава Пітласинські 2017                             | Росія  | греко-римська боротьба, до 75 кг | Золото |
| Чемпіонат Росії з греко-римської боротьби 2018                 | Росія  | греко-римська боротьба, до 77 кг | Золото |
| Міжнародний турнір Любомира Івановича-Гедзи 2018               | Росія  | греко-римська боротьба, до 77 кг | Бронза |
| Турнір Дана Колова — Николи Петрова 2019                       | Росія  | греко-римська боротьба, до 77 кг | 5      |
| Гран-прі Москви з боротьби 2020                                | Росія  | греко-римська боротьба, до 77 кг | Золото |
| Чемпіонат Росії з греко-римської боротьби 2021                 | Росія  | греко-римська боротьба, до 77 кг | Бронза |
| Олімпійський кваліфікаційний турнір з боротьби 2021 (Будапешт) | Росія  | греко-римська боротьба, до 77 кг | Золото |
| Турнір Вехбі Емре і Гаміта Каплана 2021                        | Росія  | греко-римська боротьба, до 77 кг | 5      |

### Виступи на змаганнях молодших вікових груп
| Змагання                                       | Збірна | Вагова категорія                 | Місце  |
| ---------------------------------------------- | ------ | -------------------------------- | ------ |
| Чемпіонат Європи з боротьби серед юніорів 2006 | Росія  | греко-римська боротьба, до 66 кг | Срібло |